# The King of Wishful Thinking
The King of Wishful Thinking (o anche: King of Wishful Thinking) è un brano musicale pop, inciso nel 1990 dal gruppo britannico dei Go West e facente parte della colonna sonora del film Pretty Woman, con protagonisti Julia Roberts e Richard Gere. Autori del brano sono i due componenti del gruppo, Richard Drummie e Peter Cox (autori del testo), e Martin Page (autore delle musiche).
Il singolo, pubblicato su etichetta Chrysalis Records/EMI e prodotto da Peter Wolf, raggiunse il sesto posto delle classifiche in Austria  e l'ottavo posto negli Stati Uniti e costituisce il maggior successo discografico del gruppo. Il brano si è inoltre aggiudicato per due volte (1991 e 1992) il premio dell'ASCAP come uno dei pezzi tra i più trasmessi in radio negli Stati Uniti.
Il brano fu in seguito inserito dai Go West nel loro album del 1992 Indian Summer.

## Storia
In origine, il brano non era stato scritto appositamente per il film Pretty Woman, ma dato che l'etichetta discografica EMI era produttrice della colonna sonora, dopo che i produttori avevano ascoltato il demo, fu proposto di inserirlo.
Il singolo fu pubblicato quasi contemporaneamente all'uscita del film.

## Testo e musica

### Testo
(The King of Wishful thinking (1990))
Si tratta di una canzone d'amore: il protagonista ha appena perso la donna che ama, ma cerca di risollevarsi il morale provando a considerare se stesso come il "re" dei pensieri positivi per il futuro (the king of wishful thinking).

### Musica
Nello stile musicale, riecheggiano influenze sia del Minnesota Prince Sound che del Motown Sound.

## Tracce

### 7" (versione 1)
1. The King of Wishful Thinking – 4:00
2. Tears Too Late – 2:45

### 7" (versione 2)
1. King of Wishful Thinking
2. Faithful

### 12" Maxi (versione 1)
Lato A
1. The King of Wishful Thinking (Club Mix) – 5:47
2. The King of Wishful Thinking (Power Radio Mix) – 3:55

Lato B
1. The King of Wishful Thinking (Cuss-A-Pella) – 2:43
2. The King of Wishful Thinking (LP Edit) – 3:51
3. King of Wishful Thinking (Club Mix) – 5:47

### 12" Maxi (versione 2)
Lato A
1. The King of Wishful Thinking (Jon Gass US 12") – 5:47
2. The King of Wishful Thinking – 3:55

Lato B
1. Tears Too Late
2. The King of Wishful Thinking (Accapella) – 3:51
3. King of Wishful Thinking (Club Mix) – 5:47

### CD
1. King of Wishful Thinking (LP Mix) – 3:51
2. King of Wishful Thinking (Power Mix) – 3:50

## Classifiche
| Classifica    | Posizione massima | Nr. di settimane |
| ------------- | ----------------- | ---------------- |
| Austria       | 6                 | 15               |
| Germania      | 46                | 14               |
| Nuova Zelanda | 24                | 11               |
| Regno Unito   | 18                |                  |
| Stati Uniti   | 8                 |                  |
| Svezia        | 20                | 1                |

## Premi e nomination
- 1991: Premio dell'ASCAP il premio dell'ASCAP come una delle canzoni più trasmesse in radio negli Stati Uniti[5]
- 1991: Nomination ai BRIT Awards per il miglior videomusicale[9]
- 1992: Premio dell'ASCAP come una delle canzoni più trasmesse in radio negli Stati Uniti[5]

## Cover
I seguenti artisti hanno inciso una cover del brano
- New Found Glory (contenuta nell'album From the Screen to Your Stereo Part II del 2007)
- Stuck in the Middle (2008)